# Chiesa dei Santi Cosma e Damiano (Venezia)
La chiesa dei Santi Cosma e Damiano (vulgo San Cosmo) è un edificio religioso di Venezia, sconsacrato, ubicato presso l'isola della Giudecca. Dopo essere stata sede della fabbrica Herion, la chiesa è stata riconvertita in un incubatore di imprese.

## Storia

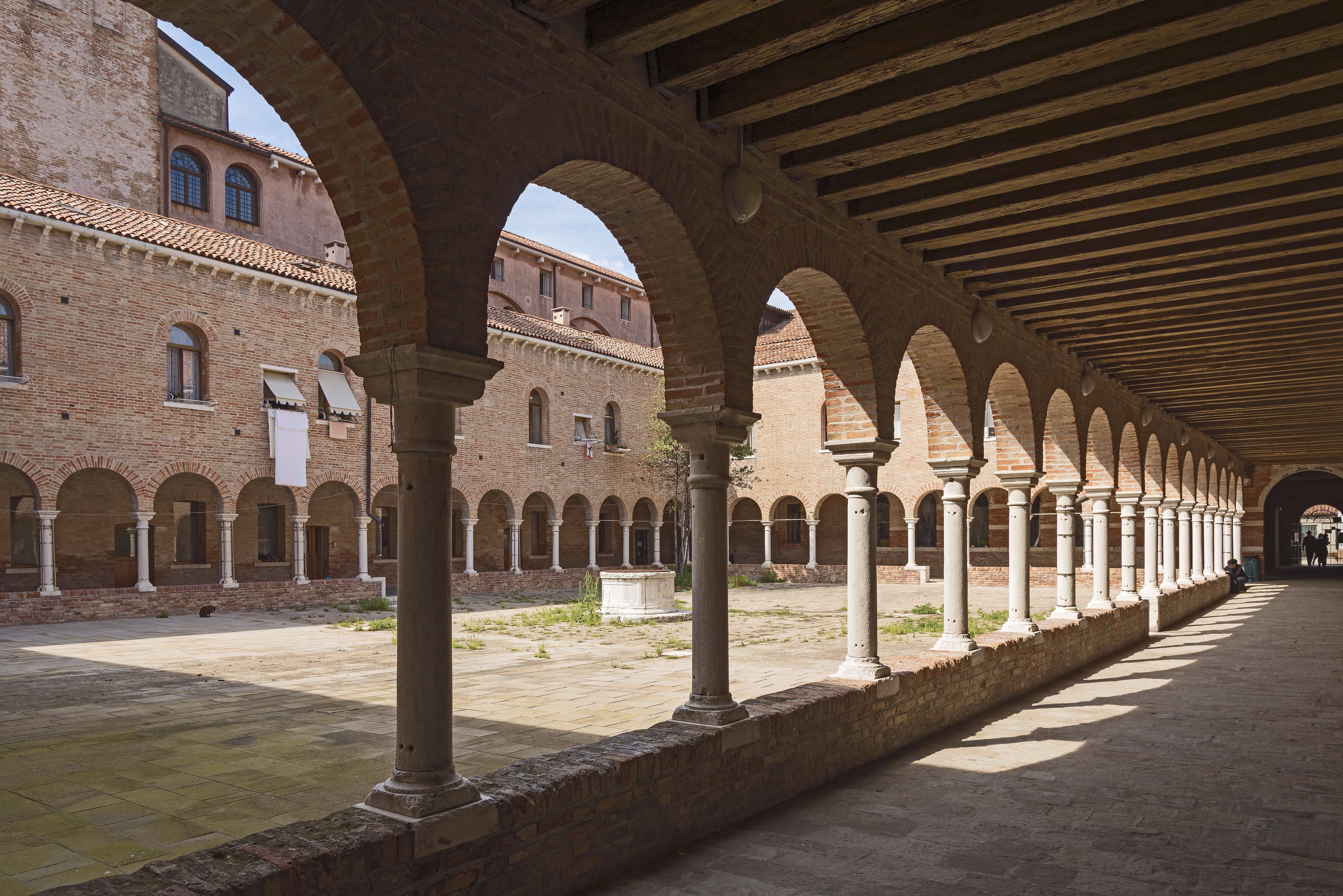
Chiostro dell'antico convento

Il convento, la parte del complesso costruita per prima, sorse verso la fine del XV secolo per volere della nobile Marina Celsi, monaca benedettina e già badessa del monastero di San Maffio nell'isola di Murano. Al monastero della Giudecca accedevano giovani nobildonne che portavano con sé cospicui lasciti e in breve tempo l'edificio religioso si ampliò, arricchendosi di opere d'arte come la pala di Giovanni Buonconsiglio detto il Marescalco del 1497, raffigurante i Santi Cosma, Damiano, Benedetto, Eufemia, Dorotea e Tecla che adornava la chiesetta che allora si trovava all'interno del convento. Nel 1500 si contavano 32 monache che arrivarono a più di cento nel 1508 per scendere a 75 nel 1519.
La chiesa adiacente al convento fu edificata nel primo decennio del Cinquecento e venne consacrata il 30 maggio 1583, anche se le funzioni religiose vi avevano luogo già da tempo.
Nel 1672 secolo il pittore romano Girolamo Pellegrini affrescò la cupola con un'Assunzione della Vergine.
Nel suo momento di maggior splendore, nel XVIII secolo, la chiesa era decorata con opere di importanti artisti quali Palma il Giovane, Tintoretto (Madonna col Bambino e i santi Cecilia, Marina, Teodoro, Cosma e Damiano), Giovanni Battista Tiepolo (Mosè e il serpente di bronzo, fregio collocato sotto il coro, del 1731-1732), il Padovanino, Giovanni Battista Pittoni (Moltiplicazione dei pani e dei pesci del 1728), Simone Forcellini, Giambattista Crosato, Francesco Polazzo, Antonio Molinari, Angelo Trevisani (Cristo caccia i mercanti dal tempio del 1732), Pietro Liberi, Sebastiano Ricci (David danza davanti all'arca santa del 1695, Consacrazione del Tempio di Salomone del 1725-1726  e Mosè fa scaturire l'acqua dalla roccia del 1728) e Girolamo Brusaferro. L'altare della Beata Vergine del Rosario, poi perduto, venne realizzato dall'architetto Antonio Gaspari tra il 1708 e il 1710.

### XIX secolo
Sotto la dominazione napoleonica, la maggior parte delle opere d'arte presenti nella chiesa vennero disperse e solo una decina di esse sono conservate in musei o altre chiese. 
La tela raffigurante David danza davanti all'arca santa di Sebastiano Ricci e la pala con la Cacciata dei mercanti dal Tempio di Angelo Trevisani furono confiscate dai francesi nel 1806 e trasferite alla pinacoteca di Brera a Milano nel 1809 dove rimasero fino al 1818 quando il conte Gian Luca Cavazzi della Somaglia ottenne che venissero collocate nella chiesa dell'Assunta di Somaglia.
L'edificio cambiò varie volte destinazione d'uso nel corso del tempo: caserma, ospedale, fabbrica di sale per la pastorizia. e nel 1895 opificio per la produzione di filati e prodotti tessili della ditta Maglierie Herion. In quest'occasione vennero realizzati due solai, impianti per il vapore, per l'aspirazione e vasche di cemento; sotto l'emisfero della cupola venne ricavato uno spazio adattato per ufficio o per abitazione.

### Interventi pubblici del XX secolo
A metà degli anni Novanta, l'ex convento è passato in concessione al comune di Venezia che, dopo un radicale restauro ha realizzato, oltre ad alloggi di residenza pubblica, dodici laboratori artigianali e quattro grandi sale di circa 400 mq con spazi per uffici e servizi. Inoltre sono stati recuperati all'uso collettivo il chiostro quattrocentesco e un giardino di circa 4 000 mq. Lo spazio della navata della chiesa è stato dedicato ad attività direzionali mantenendo la sua partizione ottocentesca su tre livelli.

## Descrizione
La facciata della chiesa è a capanna e l'interno si presentava con un'unica navata conclusa da tre absidi. I lavori di restauro hanno permesso di riportare alla luce, negli spazi regolari compresi tra le finestre del tamburo della cupola, gli affreschi di Girolamo Pellegrini che rappresentano i Dottori della Chiesa, nel catino absidale la Trinità, san Giovanni Battista, san Pietro ed una gloria d'angeli e nelle lunette laterali le Sibille.
Sull'arco trionfale è stato riportato alla luce l'affresco con l'Annunciazione attribuita a Francesco Salviati, realizzata presumibilmente tra il 1539 e il 1540. Nei pennacchi della cupola sono ricomparsi Quattro Evangelisti, tre opera di Giuseppe Porta, allievo del Salviati, e uno, San Giovanni, di autore ignoto.